# Cantón de Périgueux-Noreste
El cantón de Périgueux-Noreste era una división administrativa francesa, que estaba situada en el departamento de Dordoña y la región de Aquitania.

## Composición
El cantón estaba formado por tres comunas, más una fracción de la comuna que le daba su nombre:
- Champcevinel
- Château-l'Évêque
- Périgueux (fracción)
- Trélissac

## Supresión del cantón de Périgueux-Noreste
En aplicación del Decreto nº 2014-218 de 21 de febrero de 2014, el cantón de Périgueux-Noreste fue suprimido el 22 de marzo de 2015 y sus 4 comunas pasaron a formar parte; tres del nuevo cantón de Trélissac y una del nuevo cantón de Périgueux-2.